# Sangdang-gu
Sangdang-gu (Hangul: 상당구, Hanja: 上黨區) là một quận không tự trị trong thành phố Cheongju ở Chungcheong Bắc, Hàn Quốc. Sangdang-gu tái thành lập từ một phần Sangdang-gu và một phần của Cheongwon-gun vào tháng 7 năm 2014.

## Phân cấp hành chính
Sangdang-gu được chia thành 5 xã(myeon) và 8 phường (dong).
|                                          | Hangul         | Hanja                |
| ---------------------------------------- | -------------- | -------------------- |
| Nangseong-myeon                          | 낭성면         | 琅城面               |
| Miwon-myeon                              | 미원면         | 米院面               |
| Gadeok-myeon                             | 가덕면         | 加德面               |
| Namil-myeon                              | 남일면         | 南一面               |
| Munui-myeon                              | 문의면         | 文義面               |
| Jungang-dong                             | 중앙동         | 中央洞               |
| Seongan-dong                             | 성안동         | 城安洞               |
| Tap-dong Daeseong-dong                   | 탑대성동       | 塔洞 大成洞          |
| Yeongun-dong                             | 영운동         | 永雲洞               |
| Geumcheon-dong                           | 금천동         | 金川洞               |
| Yongdam-dong Myeongam-dong Sanseong-dong | 용담명암산성동 | 龍潭洞 明岩洞 山城洞 |
| Yongam-dong                              | 용암1동        | 龍岩洞               |
| Yongam-dong                              | 용암2동        | 龍岩洞               |

## Liên kết
- (tiếng Hàn) Website chính thức